# Långbacka, Åbo
Långbacka (finska: Pitkämäki) är en stadsdel i Åbo i Finland. Den ligger nordost om Åbo stads centrum och ingår delvis i både centrums, Kungsbäckens och Nådendalsvägens storområden. Långbacka är den enda stadsdelen i Åbo som hör till tre olika storområden. Till Långbacka hör bland annat bostadsområdena Suikkila och Muhkuri.
Invånarantalet i Långbacka var 2 793 år 2007. Av invånarna var 13,17 % under 15 år och 23,11 % över 65 år. Finska var modersmål för 93,66 % av invånarna, svenska för 5,02 %, och andra språk talades av 1,32 %. I Långbacka fanns även Pukkila kakelfabrik, varav endast Pukkilas massafabrik står kvar idag.